# بخش یارفالا
بخش یرفلا  (به سوئدی: Järfälla kommun، تلفظ سوئدی: یِرفِلّا) یک ناحیه شهرداری در سوئد است که در شمال غربی شهرستان استکهلم واقع شده‌است.
مسجد امام علی (یرفلا)، بزرگترین مرکز اسلامی مسلمانان شیعه در اسکاندیناوی در این بخش قرار گرفته است.